# Žuto-zelene alge
Žuto-zelene alge (lat. Xanthophyceae), razred kromista u potkoljenu  Ochrophytina, dio koljena Heterokontophyta. Sastoji se od 7 imenovanih redova plus incertae sedis sa 38 vrsta. Ukupno mu pripada 616 vrsta

## Opis
Žuto-zelene alge (razred Xanthophyceae) većinom nastanjuju slatke vode. Variraju u obliku i veličini od jednostaničnih organizama do malih nitastih oblika ili jednostavnih kolonija. Nekad su ih na temelju sličnosti tjelesne organizacije svrstavali u zelene alge (razdjel Chlorophyta). Međutim, molekularni dokazi doveli su do revizije te taksonomije; skupina je vjerojatno blisko povezana sa smeđim algama (razred Phaeophyceae).
Xanthophyceae se razlikuju po rezervi hrane (ulje), količini β-karotena u plastidima i pokretnim stanicama s nejednakim flagelama. Često su njihove stanične stijenke dvije preklapajuće polovice. Uobičajeni način nespolnog razmnožavanja je pokretnim zoosporama ili nepokretnim aplanosporama koje miruju. Spolno razmnožavanje je rijetko; rod Vaucheria važan je izuzetak.

## Redovi i broj vrsta
1. Botrydiales Schaffner 13
2. Chloramoebales Fritsch 21
3. Heterogloeales Fott ex P.C.Silva 10
4. Mischococcales F.E.Fritsch 263
5. Rhizochloridales Pascher 30
6. Tribonematales Pascher 129
7. Vaucheriales Blackman & Tansley 112
8. Xanthophyceae ordo incertae sedis 38